# 1-ша саперна армія
Пе́рша сапе́рна а́рмія (1 СА) — об'єднання інженерних військ, армія саперів у Збройних силах СРСР під час Німецько-радянської війни у 1941–1942.

## Історія
Сформована в грудні 1941 на Західному фронті у складі 10 саперних бригад (з 31-ї по 40-ву). Використовувалася головним чином для обслуговування тилових комунікацій фронту. З лютого 1942 армія (без 35-ї саперної бригади, переданої Північно-Західному фронту) відновлювала Можайську лінію оборони.
У вересні 1942 управління армії перетворене на 33-те управління оборонного будівництва; 31, 32, 34, 36-та бригади підпорядковані безпосередньо фронту, 33-тя і 37-ма — переформовані на спеціалізовані, решта розформовані.
Бригади 1-ї саперної армії широко використовувалися на дорожньо-мостових роботах. Будувалися льодові і мостові переправи через канал Москва—Волга, річки Москва, Істра, Ока, Угра, Нара, Руза. Великий обсяг робіт виконали будівельники по упорядковуванню доріг, що стали труднопрохідними у зв'язку з рясними снігопадами. Крім цього, в тилу Західного фронту 1-ша саперна армія готувала рубіж по лінії Мосальськ — Сухінічі — Бєлєв.

## Командування
- Командувачі:
  - генерал-майор інженерних військ М. П. Воробйов (грудень 1941 — березень 1942);
  - полковник В. В. Косарев (березень — травень 1942);
  - генерал-майор інженерних військ Н. П. Баранов (червень — серпень 1942).